# Kührstedt
Kührstedt (niederdeutsch Kührst) ist eine Ortschaft in der Stadt Geestland im niedersächsischen Landkreis Cuxhaven.

## Geografie

### Ortsgliederung
- Alfstedt
- Kührstedt (Hauptort)

### Nachbarorte
| Drangstedt                    | Bad Bederkesa                               | Lintig    |
| Elmlohe                       | Kompassrose, die auf Nachbargemeinden zeigt |           |
| Elmlohe – Ortsteil Marschkamp | Sellstedt (Einheitsgemeinde Schiffdorf)     | Ringstedt |

(Quelle:)

## Geschichte

### Eingemeindungen
Am 1. Juli 1968 wurde der Ort Alfstedt in die damalige Gemeinde Kührstedt eingemeindet.
Zum 1. Januar 2015 bildete Kührstedt mit den übrigen Gemeinden der Samtgemeinde Bederkesa und der Stadt Langen die neue Stadt Geestland.

### Einwohnerentwicklung
| Jahr | Einwohner | Quelle |
| ---- | --------- | ------ |
| 1910 | 380       | [ 6 ]  |
| 1925 | 398       | [ 7 ]  |
| 1933 | 416       | [ 7 ]  |
| 1939 | 421       | [ 7 ]  |
| 1950 | 691       | [ 8 ]  |
| 1956 | 594       | [ 8 ]  |
| 1961 | 947       | [ 9 ]  |
| 1970 | 972       | [ 9 ]  |
| 1973 | 973       | [ 10 ] |
| 1975 | 1013 ¹    | [ 11 ] |

| Jahr | Einwohner | Quelle |
| ---- | --------- | ------ |
| 1980 | 1072 ¹    | [ 12 ] |
| 1985 | 1051 ¹    | [ 12 ] |
| 1990 | 1065 ¹    | [ 12 ] |
| 1995 | 1118 ¹    | [ 12 ] |
| 2000 | 1130 ¹    | [ 12 ] |
| 2005 | 1110 ¹    | [ 12 ] |
| 2010 | 1082 ¹    | [ 12 ] |
| 2014 | 0984 ¹    | [ 1 ]  |
| 2017 | 10700     | [ 2 ]  |
| 0    | 0         | 0      |

¹ jeweils zum 31. Dezember
|  |

## Politik

### Ortsrat
Der Ortsrat von Kührstedt setzt sich aus sieben Ratsmitgliedern folgender Parteien zusammen:
- WG Kührstedt: 6 Sitze
- CDU: 1 Sitz

(Stand: Kommunalwahl 12. September 2021)

### Ortsbürgermeister
Der Ortsbürgermeister von Kührstedt ist Carl Hildebrandt (CDU). Sein Stellvertreter ist Dennis Knackstedt (WG Kührstedt).

### Wappen

#### Aktuelles Wappen
Der Neuentwurf des Kührstedter Kommunalwappens, das nach der Zusammenlegung mit dem Ort Alfstedt entstanden ist, ist unbekannter Herkunft. Weil in dem Wappen die Farbe Rot auf die Farbe Grün trifft, ist das aktuelle Wappen nicht heraldisch korrekt angefertigt worden (siehe: Tingierung – heraldische Farbregeln).
| Wappen von Kührstedt | Blasonierung: „Geteilt, oben in Rot ein wachsender silberner Eichbaum, rechts und links ein Ast, der jeweils drei silberne Blätter und eine goldene Frucht trägt, unten in Grün ein silberner Wellenbalken, belegt mit einem schwarzen Schiff.“                                                                               |
| Wappen von Kührstedt | Wappenbegründung: Die zwei Eichenzweige mit den Eicheln stehen für die beiden Orte Alfstedt und Kührstedt. Die silberne Wellenlinie stellt einen Fluss dar, auf dem ein Schiff fährt. Dies symbolisiert den an den beiden Orten entlang laufenden Bederkesa-Geeste-Kanal und den früher bedeutenden Frachtverkehr auf diesem. |

#### Altes Wappen
Das alte Wappen von Kührstedt stammt von dem Heraldiker und Wappenmaler Albert de Badrihaye, der zahlreiche Wappen im Landkreis Cuxhaven erschaffen hat.
| Wappen von Kührstedt | Blasonierung: „In Grün ein silberner Reiher mit goldenem Schnabel und goldenen Beinen, rechts unten von einem goldenen Kleeblatt beseitet.“                                                                     |
| Wappen von Kührstedt | Wappenbegründung: Der Reiher erinnert daran, dass es bis 1894 in Kührstedt den einzigen Reiherhorst der Gegend gab. Das Kleeblatt weist darauf hin, dass die Gemeindeflur vorwiegend als Grünland genutzt wird. |

#### Wappen des Ortsteils

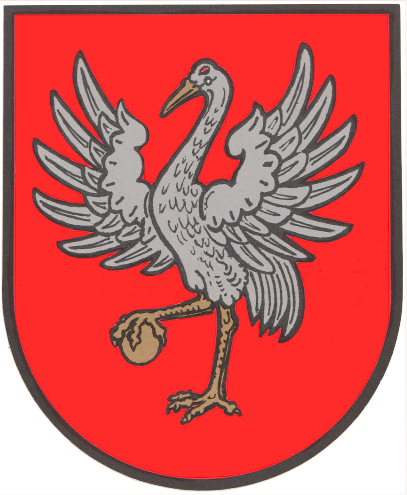
Alfstedt (Details)

## Kultur und Sehenswürdigkeiten
Baudenkmale

## Verkehr
Kührstedt verfügt im Rahmen des Schülertransports über einen Anschluss an den ÖPNV. Das regelmäßig verkehrende Anrufsammeltaxi (AST) ergänzt das Angebot. Bis 31. Mai 1997 verband die Buslinie 15 der Verkehrsgesellschaft Bremerhaven AG (VGB) an allen Tagen der Woche Kührstedt mit Bremerhaven und Köhlen.
Nach Bad Bederkesa führt ein durchgehender Radweg.
Der Bederkesa-Geeste-Kanal beherbergt an der Kreuzung des Kanals mit der Straße nach Ringstedt einen kleinen Yachthafen.
Auf dem Ortschaftsgebiet befindet sich der Sonderlandeplatz Kührstedt-Bederkesa, zugelassen für Kleinflugzeuge bis 2 t MTOW. Hier ist der Verein Fliegerclub Bremerhaven e. V. ansässig.

## Persönlichkeiten
Personen, die mit dem Ort in Verbindung stehen
- Hinrich Schniedewind (1928–2009), Kommunalpolitiker (CDU/FDP), sein erstes politisches Mandat übernahm er 1956 im Gemeinderat von Kührstedt, dem er bis 1996 angehörte, 1968 wurde er zum Bürgermeister der Gemeinde gewählt